# إليزابيث فرينك
إليزابيث فرينك (بالإنجليزية: Elisabeth Frink) هي رسامة بريطانية، ولدت في 14 نوفمبر 1930 في سوفولك في المملكة المتحدة، وتوفيت في 18 أبريل 1993 في Blandford Forum ‏ في المملكة المتحدة بسبب سرطان المريء.

## وصلات خارجية
- إليزابيث فرينك على موقع IMDb (الإنجليزية)